# دلیو انیس
دلیو انیس (انگلیسی: Delio Onnis؛ زادهٔ ۲۴ مارس ۱۹۴۸) بازیکن فوتبال اهل آرژانتین است.
از باشگاه‌هایی که در آن بازی کرده‌است می‌توان به باشگاه فوتبال جیمناسیا لاپلاتا، باشگاه فوتبال موناکو، و باشگاه فوتبال استاد رنس اشاره کرد.

## افتخارات
موناکو
- لیگ1: 1977–78
- کوپه فرانسه : 1979–80

شخصی
- بهترین گلزن دسته 1 فرانسه : 1974–75 ، 1979–80 ، 1980–81 ، 1981–82 ، 1983–84
- بهترین گلزن دسته 2 فرانسه: 1976–77

سوابق
- بهترین گلزن تاریخ لیگ برتر 1: 299 گ